# Jobs (Film)
Jobs (deutscher Verweistitel: Jobs – Die Erfolgsstory von Steve Jobs) ist eine 2013 veröffentlichte Filmbiografie über das Leben von Steve Jobs unter der Regie von Joshua Michael Stern. Sie deckt die Jahre 1974 von der kurzen Studentenzeit Jobs’ bis zur Rückkehr zu Apple 1997 ab und verwendet viele Originalzitate. Die Hauptrolle wird von Ashton Kutcher gespielt, die Rolle des Steve Wozniak spielt Josh Gad, Mike Markkula wird von Dermot Mulroney gespielt und John Sculley von Matthew Modine. Gedreht wurde der Film in den USA und Indien.
Jobs ist einer von zwei Filmen über Steve Jobs, die nach seinem Tod 2011 erschienen sind; der andere ist Steve Jobs (2015), bei dem Michael Fassbender die Hauptrolle spielt. Bereits 1999 erzählte der Fernsehfilm Die Silicon Valley Story die Anfänge von Apple und Microsoft.

## Handlung
Die Handlung beginnt im Jahr 2001, Steve Jobs präsentiert bei einem Town Hall Meeting den iPod. Es folgt eine Rückblende zum Reed College im Jahr 1974. Jobs hat das Studium aufgrund der hohen Studiengebühren bereits abgebrochen, besucht aber weiterhin Kurse, vor allem für den Kalligrafie-Kurs kann er sich begeistern. Jobs trifft seinen Freund Daniel Kottke, welcher fasziniert bemerkt, dass Jobs das Buch Be Here Now von Ram Dass bei sich trägt. Von diesem Buch inspiriert und ihren Erfahrungen mit LSD, verbringen Jobs und Kottke einige Zeit in Indien.
Der Film springt ins Jahr 1976, Jobs wohnt wieder in Los Altos bei seinen Adoptiveltern Paul und Clara. Durch die Arbeit bei Atari entwickelt er eine Freundschaft mit seinem Jugendfreund Steve Wozniak, welcher zurzeit einen Personal Computer baut. Nach der Gründung des Unternehmens Apple Computer nennen sie diesen Computer Apple 1. Im Anschluss an Wozniaks nicht sonderlich eindrucksvolle Präsentation des Apple 1 beim Homebrew Computer Club kann Jobs den Computerhändler Paul Terrel überzeugen, eine erste Partie Rechner bei der jungen Firma zu bestellen. Jobs’ Vater Paul überlässt den beiden seine Garage für ihr neues Unternehmen, in welchem nun Kottke, Bill Fernandez, Bill Atkinson, Chris Espinosa und später auch Rod Holt arbeiten, um den Apple 1 zu produzieren. Durch eine Investition von Mike Markkula schafft es das Unternehmen, aufzusteigen und sich neuen Projekten zu widmen.
Jobs und Wozniak entwickeln den Apple II und präsentieren ihn 1977 auf der Fachmesse West Coast Computer Faire. Der Apple II wird ein großer Erfolg; Apple Computer und Jobs erfreuen sich nun großer Bekanntheit. Jobs beginnt sich plötzlich von alten Freunden zu distanzieren, wie auch von seiner Freundin Chris-Ann Brennan. Diese teilte Jobs zuvor mit, dass sie von ihm schwanger sei. Noch nach der Geburt von Lisa Brennan-Jobs bestreitet Jobs die Vaterschaft.
John Sculley wird auf Vorschlag von Jobs zum CEO von Apple Computer ernannt. Nachdem Jobs immer unberechenbarer wird – da er Mitarbeiter feuert, nur weil diese etwa nicht seine Liebe zu Computerschriften teilen –, wechselt Jobs von der Lisa- zur Macintosh-Gruppe. Wegen anhaltender Konflikte von Jobs mit Mitarbeitern wird er durch Sculley 1985 vom Unternehmen entlassen.
Der Film springt weiter nach vorne ins Jahr 1996. Jobs ist nun mit Laurene Powell Jobs verheiratet und sieht Lisa als seine Tochter, welche nun bei ihm lebt. Außerdem hat er einen Sohn und ist Geschäftsführer des Unternehmens NeXT, welches von Apple gekauft wird. Jobs wird vom derzeitigen CEO von Apple, Gil Amelio, gebeten, als Berater zum Unternehmen zurückzukehren. Jobs verdrängt Amelio nach kurzer Zeit aus seiner Position und sorgt dann auch für den Abgang von Markkula, da dieser ihn vor 11 Jahren nach seinem Rauswurf bei Apple nicht unterstützt hatte. Er interessiert sich für die Arbeit von Jonathan Ive und beschließt, Apple mit ihm neu zu erfinden. Der Film endet mit Jobs’ (erst später veröffentlichter) Tonaufnahme der Kampagne „Think Different“ von 1997.

## Hintergrund

### Produktion

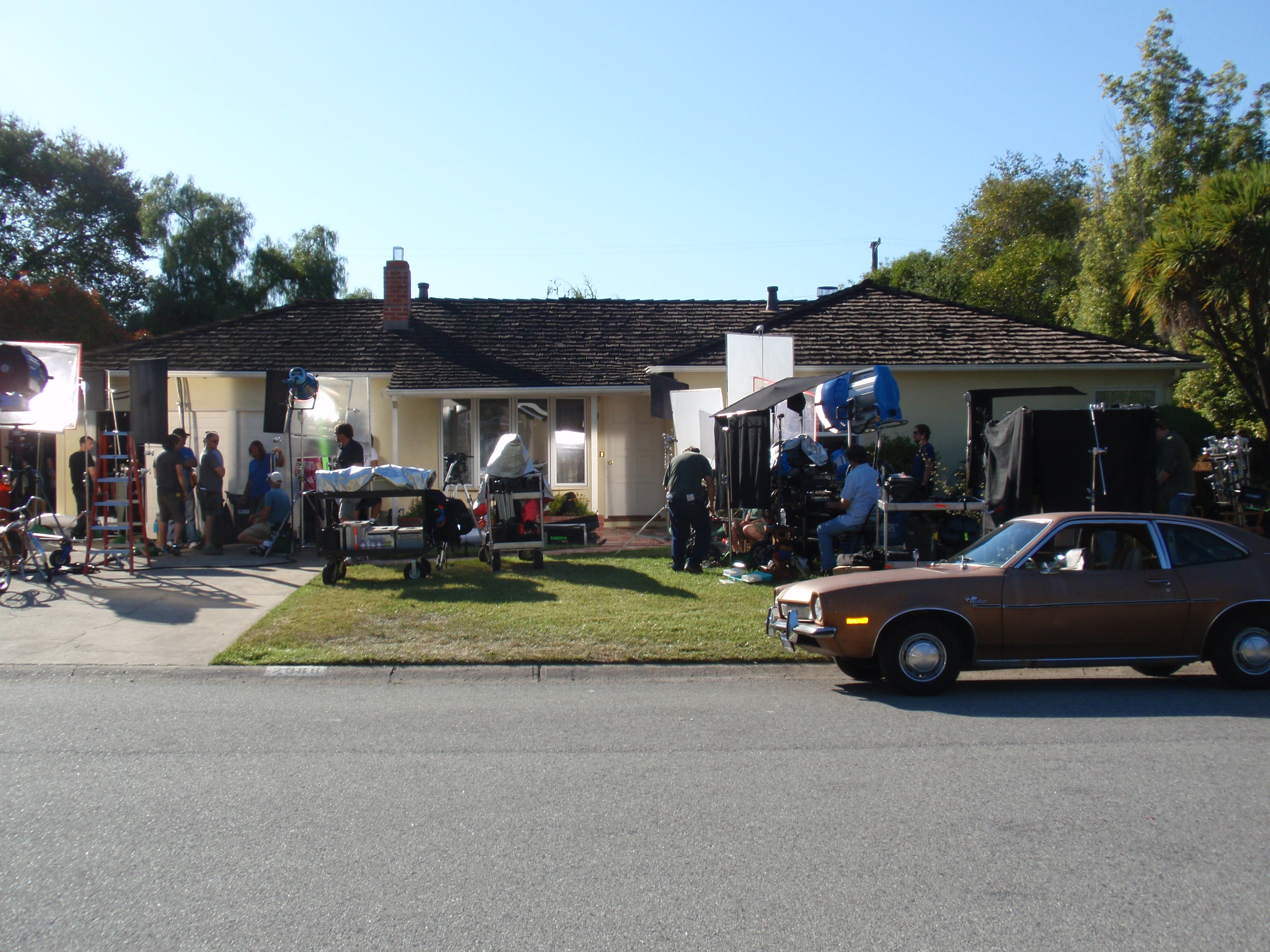
Die Filmcrew bei den Dreharbeiten zu Jobs in Steve Jobs’ Elternhaus, Los Altos

Der Drehbuchautor Matt Whiteley begann schon, am Drehbuch zu arbeiten, als bekannt wurde, dass Steve Jobs Apple vorübergehend verlasse, um gegen den Bauchspeicheldrüsenkrebs anzukämpfen. Der Regisseur Joshua Michael Stern erklärte in einem Interview, dass das gesamte Material für das Drehbuch aus Recherchen und Interviews stamme. Der Produzent Mark Hilme habe ein Expertenteam zusammengestellt, das alle öffentlichen Aufzeichnungen und Interviews, die etwas mit Jobs zu tun hatten, durchforstete. Außerdem interviewte das Team viele Personen, die bei Apple oder mit Steve Jobs gearbeitet hatten.
Die Dreharbeiten begannen im Juni 2012 in Jobs’ Elternhaus in Los Altos (Kalifornien) mit der Mithilfe von Jobs’ Stiefmutter Marilyn Jobs, die noch heute dort wohnt. Die Rückblende zu Jobs’ Zeit im Reed College wurde in der University of California, Los Angeles, gedreht.

### Veröffentlichung
Der Film hatte seine Premiere am 25. Januar 2013 beim Sundance Film Festival, in den US-amerikanischen Kinos startete er im August 2013.
Der Film startete Ende August 2013 in den französischen Kinos. In den nordamerikanischen Kinos floppte der Film. Den 12 Millionen US-Dollar Produktionskosten standen dort lediglich 16 Millionen US-Dollar Kinoerlöse gegenüber. In Deutschland wurde der Film am 27. März 2014 direkt auf DVD und Blu-ray veröffentlicht.

## Rezeption
Die Rezeption des Films war insbesondere in den USA durchwachsen.
Auf der Plattform Rotten Tomatoes hält der Film eine Wertung von 28 % unter Kritikern und 40 % unter den Zuschauern. Das Porträt von Steve Jobs sei zwar ehrgeizig, bleibe aber bei der so komplexen Persönlichkeit der Hauptfigur weitgehend oberflächlich und wirke daher „wie ein übermäßig sentimentales TV-Biopic“, schließt Rotten Tomatoes.
Jens Adrian von Treffpunkt Kritik verweist auf die zahlreichen „leidenschaftlichen Verrisse“, die die Rezeption des Films prägen, nimmt ihn jedoch gleichzeitig in Schutz, indem er feststellt, dass es unmöglich sei, dreißig Jahre in Spielfilmlänge darzustellen – erst recht nicht bei einer vielseitigen Persönlichkeit wie Steve Jobs. Dennoch gelinge es ausgerechnet Hauptdarsteller Ashton Kutcher, dessen Besetzung bereits vor Premiere des Films für zahlreiche kritische Stimmen gesorgt hatte, sowohl die „kreativ-positiven Eigenschaften“ als auch die „Schattenseiten“ zu beleuchten. Der Film kratze ob des thematischen Umfangs nur an der Oberfläche, doch es gelinge dem Regisseur, „ein greifbares Flair des Silicon Valley in einer Zeit, in der diese Industrie wie kaum danach geprägt wurde“, zu zeichnen.
Der amerikanische Technologiejournalist und ehemalige Apple-Mitarbeiter Robert X. Cringely kommt zu einem ähnlichen Fazit. Die technische Realisierung des Films sei „wunderschön“ und auch Ashton Kutcher treffe die Hauptfigur zwar „nicht auf den Punkt“, aber zumindest „verdammt gut“. Auch Cringely sieht den größten Makel des Films darin, dass er insbesondere in Bezug auf die Persönlichkeit Jobs’ oberflächlich bleibe und bedeutende Abschnitte aus dessen Leben und der Unternehmensgeschichte Apples außen vor lasse. So nehme insbesondere Jobs’ Zeit bei NeXT nur sechzig Sekunden der 122 Minuten ein, obwohl es gerade diese Zeit bei NeXT gewesen sei, während der sich Jobs’ Persönlichkeit weitreichend verändert und ihn zu der erfolgreichen Ikone gemacht habe, die er auch in den letzten 15 Jahren seines Lebens gewesen sei. All das lasse der Film jedoch vermissen.

## Historische Genauigkeit
Neben der Tatsache, dass der Film Jobs Episoden der Unternehmensgeschichte und Lebensabschnitte Steve Jobs’ außen vor lässt, wurde zahlreiche Male auf Fehler, Verdrehungen und reine Fiktion in Bezug auf die inhaltliche Darstellung verwiesen. Insbesondere durch einen publizistischen Schlagabtausch zwischen Apple-Gründer Steve Wozniak und Hauptdarsteller Ashton Kutcher entfachte eine öffentliche Diskussion über die historische Genauigkeit des Films. Tatsächlich hatten sich die Macher des Films mit einem ersten Script zwecks Beurteilung und Beratung an Wozniak gewandt, der die Zusammenarbeit jedoch ablehnte. Er habe das Drehbuch so weit gelesen, wie er es ertragen konnte – „und fand es Mist“.
Zur gleichen Zeit wandte sich Sony Pictures an Wozniak, um ihn als Berater für den Film Steve Jobs unter Regie von Danny Boyle zu gewinnen. Die Tatsache, dass Wozniak sich für das Angebot von Sony entschied, machte Ashton Kutcher ihm in der Reaktion auf die Kritik Wozniaks zum Vorwurf und führte dessen negatives Urteil auf die Tatsache zurück, dass Wozniak schließlich von Sony bezahlt werde. Auf die Frage, warum er nicht zumindest grobe Fehler im Script korrigiert habe, reagierte Wozniak, all das sei in einem sehr arbeitsreichen Abschnitt seines Lebens geschehen. Beide Unternehmen hätten ihn für seine Beratung bezahlt, doch das Script von Jobs sei bereits fertig gewesen und er habe sich davon abgestoßen gefühlt. Vieles sei schlicht falsch, insbesondere die Beziehung und Persönlichkeit von Jobs und Wozniak seien in Realität ganz anders gewesen.
In der Show John Wants Answers ging John Fink gemeinsam mit Steve Wozniak sowie Daniel Kottke und Andy Hertzfeld den Film Szene für Szene durch, wo unter anderem folgende Korrekturen geäußert wurden:
- Das Mädchen Julie aus der College-Zeit sei frei erfunden.
- Wozniaks Anrufbeantworter mit Polen-Witzen sei im Film zeitlich falsch dargestellt worden; zudem habe Steve Jobs davon überhaupt nichts gewusst.
- Wozniak sei bereits lange vor der Apple-Idee Mitglied des Homebrew Computer Clubs gewesen und habe auch ohne Steve Jobs die dort längst etablierte Vision vertreten, dass Computer die Gesellschaft und etwa den Bildungsbereich positiv verändern können. Er habe Jobs dort eingeführt, wohingegen der Film es so darstelle, dass Jobs Wozniak von Homebrew und dieser Zukunftsvision hätte überzeugen müssen.
- Der Streit um die Beatles und Dylan sei Fiktion. Wozniak habe Jobs erst in die Alben eingeführt, doch beide hätten Dylan bewundert.
- Wozniak habe sein Computer-Projekt erst seinem Arbeitgeber Hewlett Packard angeboten.
- Der Apple II sei bereits präsentiert und vorgestellt gewesen, bevor der Apple I überhaupt ausgeliefert wurde.
- Mike Markkula sei in der Anfangsphase die führende und weisende Person im Unternehmen gewesen, nicht Steve Jobs.
- Der Streit um Computerschriften im Lisa-Computer, in dessen Folge im Film ein Mitarbeiter gefeuert wurde, sei frei erfunden.
- Zwar hätten die meisten Mitarbeiter aus der Gründungsphase kein Vorverkaufsrecht für Aktien erhalten, doch im Film fehle der Aspekt, dass Wozniak diese Mitarbeiter in der Folge mit Eigenmitteln unterstützt habe.
- Daniel Kottke habe Apple nicht am Tag des Börsengangs verlassen, sondern erst 1984.
- Der Vorschlag, den Lisa-Chip für Macintosh zu benutzen, kam nicht von Jobs, sondern von Burrell Smith. Erst dadurch habe Jobs Interesse am Macintosh gezeigt.
- Bill Atkinson sei nicht in den USA gewesen, als Jobs das Macintosh-Team neu aufstellte. Zudem habe jeder bei Apple gewusst, was ein Macintosh sei, und auch Hertzfeld habe bereits Interesse am Mac-Team gehabt, bevor Jobs auf ihn zugekommen sei.
- Arthur Rock sei nicht der Bösewicht aus dem Film gewesen und damit völlig falsch dargestellt worden. Jeder habe an den Macintosh geglaubt, nur habe man den Markt dafür schlicht erst erarbeiten müssen.
- Wozniak habe Apple erst später verlassen und auch nicht aus dem Grund, dass er sich nicht mehr mit Apple hätte identifizieren können.
- Jobs sei nicht entlassen, sondern nur von seiner Rolle als Manager des Mac-Teams entbunden worden. Er hätte Vorstandsmitglied bleiben und weiterhin neue Projekte verfolgen können.
- Markkula habe Steve Jobs kein Versprechen gegeben, ihn bei der Vorstandswahl zu unterstützen; im Gegenteil.
- Die Darstellung der Apple-Lobby entspreche nicht der Realität.

## Synchronisation
Die Synchronsprecher für die deutsche Fassung:
| - Steve Jobs: Marcel Collé - Mike Markkula: Charles Rettinghaus - Steve Wozniak: Manuel Straube - Daniel Kottke: Stefan Günther - John Sculley: Philipp Moog - Arthur Rock: Frank-Otto Schenk - Rod Holt: Oliver Stritzel - Chris-Ann Brennan: Anne Helm - Bill Fernandez: Daniel Johannes - Paul Jobs: Claus Brockmeyer - Gil Amelio: Wolfgang Müller - Jack Dudman: Hans-Georg Panczak | - Bill Atkinson: Hubertus von Lerchenfeld - Chris Espinosa: Tim Schwarzmaier - Jef Raskin: Andreas Hosang - Paul Terrell: Johannes Steck - Jonathan Ive: Roman Wolko - Ed Woolard: Norbert Gastell - Gareth Chang: Andreas Hosang - Allan Alcorn: Tim Moeseritz - Ken Tanaka: Oliver Scheffel - Finanzexperte: Walter von Hauff - Julie: Ilena Gwisdalla - Zen Roshi: Niko Macoulis |